# گرودکوو (استان آمور)
گرودکوو (به لاتین: Grodekovo) یک منطقهٔ مسکونی در روسیه است که در استان آمور واقع شده‌است.